# Manuel Gómez del Valle
Manuel Gómez del Valle (La Habana, 1906 - Orense, 11 de agosto de 1936) fue un poeta y profesor de Galicia, España, víctima de la represión franquista durante la Guerra Civil.
Hijo de emigrantes gallegos en Cuba, se estableció en Orense en 1918 donde estudió el bachiller. Fue profesor en Amoeiro y Villamarín. Cuando se produce el golpe de Estado que dio lugar a la Guerra Civil, junto al socialista Fernando Gordón García, funcionario de aduanas en Verín, se trasladan a La Gudiña para unirse a quienes estuvieran dispuestos a hacer frente a la sublevación militar. Fueron detenidos en Ginzo de Limia por la Guardia Civil el 21 de julio y trasladados a Orense.
Fue sometido a un Consejo de Guerra sumarísimo que lo condenó a la pena de muerte, siendo ejecutado el 11 de agosto en el Campamento de San Francisco de Orense, a pesar de las peticiones de indulto del entonces sacerdote Fernando Quiroga Palacios, más tarde cardenal, que asistió al fusilamiento. Su madre, María del Valle Lozano, fue detenida después por haber pedido la conmutación de la pena capital en la cárcel de Celanova. La asesinaron en A Pena da Lama el 29 de octubre de 1937 y sus restos se encuentran, sin localizar, en el cementerio de Mosteiro de Ribeira . Su hermano, Ricardo Gómez del Valle, obligado a participar en la guerra como soldado del bando franquista, fue asesinado hacia el final de la misma, tras la toma de Valencia, por un falangista.
Su obra se encuentra dispersa en distintas publicaciones. En prosa en la revista Krupp 42, la poesía (Rebeldía, Poema, Manifiesto pastoril a los niños pobres del campo, etc) en el Heraldo de Galicia, Cristal y publicaciones mexicanas como Vieiros.